# Renate Stecher
Renate Stecher, född Meißner 12 maj 1950 i Süptitz nära Torgau i Sachsen är en före detta östtysk tidigare friidrottare som under 1970-talet tillhörde de allra bästa kvinnliga sprinterlöparna i världen. Stecher tävlade dock i en tid då östtyska idrottare ingick i ett dopningsprogram (från mitten av 1970-talet statsorganiserat) varför hennes resultat är starkt ifrågasatta.
Stecher var den första kvinnan som klockades för en tid under 11,0 sekunder på 100 meter. Vid en tävling i Ostrava i Tjeckoslovakien fick hon den manuellt tagna tiden 10,9 sekunder.
Under sin aktiva tid förbättrade Stecher olika världsrekord sammanlagt 17 gånger.

## Meriter
- EM i friidrott 1969 i Aten
  - Guld i stafett 4 x 100 m
  - Silver på 200 m
- EM i friidrott 1971 i Helsingfors
  - Guld på 100 m
  - Guld på 200 m
  - Silver i stafett 4 x 100 m
- Olympiska sommarspelen 1972 i München
  - Guld på 100 m (världsrekord)
  - Guld på 200 m
  - Silver i stafett 4 x 100 m
- EM i friidrott 1974 i Rom
  - Guld i stafett 4 x 100 m
  - Silver på 100 m
  - Silver på 200 m
- Olympiska sommarspelen 1976 i Montréal
  - Guld i stafett 4 x 100 m
  - Silver på 100 m
  - Brons på 200 m

### Övriga meriter
- Europeisk mästare inomhus 4 gånger
- Segrare i Europa-cupen 7 gånger
- Flerfaldig DDR-mästare